# Куарто
Куа̀рто (на италиански: Quarto, може да се намира и неофициалната форма Quarto Flegreo, Куарто Флегрео) е град и община в Южна Италия, провинция Неапол, регион Кампания. Разположен е на 55 m надморска височина. Населението на общината е 40 387 души (към 2010 г.).